# Жданов, Стафей Тимофеевич
Стафе́й Тимофе́евич Жда́нов (1766, Петрозаводск, Олонецкая губерния, Российская империя — 3 января 1843) — российский общественный деятель, градоначальник Петрозаводска, купец.

## Биография
У Стафея Тимофеевича был дом в Петрозаводске. Выполнял подряды по добыче и поставке руды и древесного угля для нужд Олонецких горных заводов. Выполнял государственные подряды по добыче, обработке и поставке облицовочного камня для строительства набережной реки Фонтанка и Казанского собора в Санкт-Петербурге.
С 1791 года на выборных должностях — ратман, бургомистр в Петрозаводском магистрате. В 1809 и 1817—1819 годах — городской голова Петрозаводска.
С 1821 года коммерческие дела расстроились, был признан несостоятельным должником, имущество было продано за долги на публичных торгах. Выбыл в мещанство, умер в нужде 3 января 1843.

## Семья
Первая жена — Евдокия Михайловна (1771—1821), вторая жена — Федосья Ивановна (1796—1856). Сын Алексей (1804—1832), дочь Евдокия (род. 1807).